# Charmaine Sheh
Charmaine Sheh, de son vrai nom Sheh Sze-man (佘詩曼, née le 28 mai 1975), est une actrice et chanteuse hongkongaise connue pour ses rôles dans de nombreuses séries télévisées sur TVB depuis 1998. Elle quitte la chaîne en 2011 et dirige actuellement sa propre société de production.

## Biographie
Charmaine sort diplômée de gestion d'hôtel en 1994 de l'IMI International Management Institute Switzerland (en) à Lucerne en Suisse. En octobre 1997, elle signe un contrat avec TVB après avoir fini troisième au concours de Miss Hong Kong. Le début de sa carrière est principalement caractérisé par sa timidité, sa voix aiguë et les critiques sur ses talents d'actrice. Cependant, elle surmonte ces problèmes et perce dans Return of the Cuckoo (en) en 2000, avec Nancy Sit, Julian Cheung et Steven Ma (en),.
En 2006, elle devient la première actrice de TVB à remporter deux prix importants lors de la même cérémonie des TVB Anniversary Awards, celui de meilleure actrice et celui du personnage féminin de télévision préféré pour sa prestation dans Maidens' Vow (en),.
Elle remporte également le Top Four Actresses Award avec Ruby Lin, Zhao Wei et Liu Yifei. Elle est la première actrice de télévision hongkongaise à être sélectionnée pour les demi-finales de la catégorie Meilleure actrice lors de la 35e cérémonie des Emmy Awards en 2007,. En 2011, elle reçoit le prix de la meilleure actrice aux Asian Television Awards pour son rôle dans Can't Buy Me Love (en).
Après 14 ans de contrat, elle quitte TVB pour développer sa carrière d'actrice en Chine et revient en 2014 pour un contrat de deux ans avec TVBC, une co-entreprise entre TVB, China Media Capital (CMC) et Shanghai Media Group (SMG).
Line Walker (en) est sa première série depuis son retour et Sheh est bien reçue pour son rôle de Ding Siu-ka, une policière infiltrée. La série devient l'une des mieux notées et des plus regardées de l'année de TVB. Elle reçoit plusieurs prix pour son rôle et remporte à la fois celui de la meilleure actrice et du personnage de télévision préféré lors des TVB Star Awards Malaysia (en) 2014 et des StarHub TVB Awards (en) de Singapour.
Charmaine est la troisième actrice à remporter le prix de la meilleure actrice pour la deuxième fois (avec Liza Wang et Sheren Tang (en)) et c'est également son troisième TVB Anniversary Award du personnage féminin préféré. Elle devient en même temps la première actrice à être couronnée double TV Queen pour la deuxième fois.

## Filmographie

### Films
| Année | Titre                    | Rôle         | Notes                 |
| ----- | ------------------------ | ------------ | --------------------- |
| 2000  | Perfect Match            | Ah Yun       |                       |
| 2001  | Blue Moon                | Yip Ah-yuen  |                       |
| 2002  | Love is Butterfly        | Sprite       |                       |
| 2003  | The Final Shot           | Kiwi         |                       |
| 2007  | The Lady Iron Chef       | Siu Ah-si    |                       |
| 2010  | 72 Tenants of Prosperity | Tante Trois  | participation amicale |
| 2011  | Love Is the Only Answer  | Ah Bo        |                       |
| 2015  | Triumph in the Skies     | Cassie Poon  |                       |
| 2015  | Return of the Cuckoo     | Chuk Kwan-ho |                       |
| 2016  | Line Walker              | Ding Siu-ka  |                       |
| 2017  | Always Be with You       | Ah Si        |                       |
| 2018  | Agent Mr Chan            | Yu Xiang     |                       |
| 2018  | The Leaker               | Carly Yuen   |                       |
| 2018  | Golden Job               | Zoe          | participation amicale |
| 2019  | Siberia                  | An Lan       |                       |

### Séries télévisées
| Année     | Titre                                        | Rôle                                                    | Notes |
| --------- | -------------------------------------------- | ------------------------------------------------------- | --- |
| 1998      | Time Off                                     | Mak Yun-Yee                                             | |
| 1999      | Flying Fox of Snowy Mountain                 | Miu Yeuk-lan                                            | |
| 1999      | Detective Investigation Files 4              | Man Yuen-lan                                            | |
| 2000      | Crimson Sabre                                | Ah-kau/la princesse Cheung-ping                         | |
| 2000      | The Heaven Sword and Dragon Sabre            | Chow Chi-yeuk                                           | |
| 2000      | Return of the Cuckoo                         | Chuk Kwan-ho                                            | TVB Anniversary Award du personnage de télévision préféré TVB Anniversary Award du couple préféré à l'écran (Dramas) |
| 2000      | Love is Beautiful                            | Chor Chor                                               | participation amicale |
| 2001      | Country Spirit                               | Lai Sun-fung                                            | TVB Anniversary Award du personnage de télévision préféré Nommée au TVB Anniversary Award de la meilleure actrice (Top 5) |
| 2001      | Seven Sisters                                | Wong Yuk-jam                                            | |
| 2002      | A Herbalist Affair                           | Ruby Ng Sin-yu                                          | Nommée au TVB Anniversary Award de la meilleure actrice Nommée au TVB Anniversary Award du personnage de télévision préféré |
| 2002      | The White Flame                              | Charlie Yuk Choi-ling                                   | |
| 2002      | Witness to a Prosecution 2                   | Yuen Yuk-chu                                            | |
| 2003      | Perish in the Name of Love                   | la princesse Cheung-ping                                | TVB Anniversary Award du personnage de télévision préféré Nommée au TVB Anniversary Award de la meilleure actrice (Top 5) |
| 2003      | Point of No Return                           | Ho Seung-hei                                            | |
| 2003      | Life Begins at Forty                         | Kelly Kwan Tze-kei                                      | Nommée au TVB Anniversary Award de la meilleure actrice |
| 2003      | Carry Me Fly and Walk Off                    | Qin Fang                                                | |
| 2003      | The Voyage of Emperor Qian Long to Jiangnan  | l'impératrice/Zixia                                     | |
| 2004      | Love Stories in Regalia Bay                  | participation amicale                                   | |
| 2004      | Fantasy Trend                                | Charmaine Sheh                                          | participation amicale |
| 2004      | Angels of Mission                            | Yiu Lai-fa                                              | Nommée au TVB Anniversary Award de la meilleure actrice |
| 2004      | War and Beauty                               | Tung-ka Yee-sun                                         | TVB Anniversary Award du meilleur drama TVB Anniversary Award du personnage de télévision préféré Nommée au TVB Anniversary Award de la meilleure actrice (Top 5) Nommée au TVB Anniversary Award du couple préféré à l'écran (Dramas) |
| 2005      | Yummy Yummy – Food For Life                  | Mandy Chow Man-hei                                      | Nommée au TVB Anniversary Award de la meilleure actrice (Top 10) |
| 2005      | Always Ready                                 | Carrie Hong Yau-nam                                     | |
| 2005      | Strike at Heart                              | Siu Keng                                                | |
| 2006      | Lethal Weapons of Love and Passion           | Chun Mung-yiu                                           | |
| 2006      | The Dance of Passion                         | Ka Chun-fen                                             | Nommée au TVB Anniversary Award de la meilleure actrice (Top 20) Nommée au TVB Anniversary Award du personnage féminin préféré (Top 20) |
| 2006      | Maidens' Vow                                 | Ngai Yu-fung/Wong Tze-kwan/ Jenny Bak Wai-jan/Dai Si-ga | TVB Anniversary Award de la meilleure actrice TVB Anniversary Award du personnage féminin préféré |
| 2006      | Glittering Days                              | Chu Yuk-lan (Fan Lan)                                   | Nommée au TVB Anniversary Award de la meilleure actrice (Top 5) Nommée au TVB Anniversary Award du personnage féminin préféré (Top 5) |
| 2007      | The Drive of Life                            | Wing Sau-fung                                           | |
| 2007      | Word Twisters' Adventures                    | Lap-lan Ching-ching                                     | Nommée au TVB Anniversary Award du personnage féminin préféré (Top 5) |
| 2008      | Forensic Heroes 2                            | Bell Ma Kwok-ying                                       | Nommée au TVB Anniversary Award de la meilleure actrice (Top 10) |
| 2008      | When Easterly Showers Fall on the Sunny West | Yip Heung-ching                                         | |
| 2009      | You're Hired                                 | Lam Miu-miu                                             | Nommée au TVB Anniversary Award du personnage féminin préféré (Top 5) |
| 2009      | Beyond the Realm of Conscience               | Lau Sam-ho                                              | South Korea Seoul International Drama Award des acteurs asiatiques les plus aimées et de la meilleure actrice de Hong Kong Nommée au TVB Anniversary Award de la meilleure actrice (Top 5) Nommée au TVB Anniversary Award du personnage féminin préféré (Top 5) Nommée au Ming Pao Anniversary Awardde la meilleure actrice de télévision |
| 2010      | Can't Buy Me Love                            | la princesse Chiu-yeung                                 | TVB Anniversary Award du meilleur drama Power Academy Award de la meilleure actrice de télévision Asian Television Award de la meilleure actrice dans un rôle principal TVB Anniversary Award du personnage féminin préféré TVB Star Awards Malaysia de la meilleure actrice TVB Star Awards Malaysia du Top 10 des personnages de télévision préférés Ming Pao Anniversary Award de la meilleure actrice de télévision Ming Pao Anniversary Awards de la prestation la plus positive StarHub TVB Award de la meilleure actrice de télévision StarHub TVB Award du couple préféré à l'écran South Korea Seoul International Drama Award des acteurs asiatiques les plus aimées et de la meilleure actrice de Hong Kong Nommée au TVB Anniversary Award de la meilleure actrice (Top 5) |
| 2010      | Justice, My Foot                             | Wanzhong Wuyi                                           | |
| 2011      | My Sister of Eternal Flower                  | Fa Lai-Chu                                              | Nommée au TVB Anniversary Award de la meilleure actrice (Top 15) |
| 2011      | Female Constables                            | Liu Mingyue                                             | |
| 2011-2012 | When Heaven Burns                            | Hazel Yip Chi-Yan                                       | TVB Anniversary Award du meilleur drama Nommée au TVB Anniversary Award de la meilleure actrice (Top 5) Nommée au TVB Anniversary Award du personnage féminin préféré (Top 10) Nommée au My AOD Favourite Award de la meilleure actrice (Top 5) Nommée au My AOD Favourite Award du Top 15 des personnages |
| 2012      | Let It Be Love                               | Chloe Tung Oi-ying                                      | Nommée au My AOD Favourite Award du couple préféré à l'écran |
| 2012      | Marry into the Purple                        | Shen Yingxiu                                            | |
| 2012      | The Legend of Kublai Khan                    | Chabi                                                   | |
| 2014      | A Time of Love                               | Crystal                                                 | |
| 2014      | Line Walker                                  | Ding Siu-Ka                                             | Starhub TVB Award de la meilleure actrice Starhub TVB Award du Top 6 des personnages féminins de télévision préférés TVB Star Award Malaysia de l'actrice principale préférée TVB Star Award Malaysia du Top 15 des personnages de télévision préférés Nommée au TVB Star Award Malaysia du couple préféré à l'écran avec Raymond Lam (Top 3) TVB Anniversary Award de la meilleure actrice TVB Anniversary Award du personnage féminin préféré TVB Anniversary Award du meilleur drama Huading China Award de la meilleure actrice dans une série Weibo's Star 2014 du plus puissant drama de Weibo Weibo's Star 2014 du plus puissant personnage féminin dans une série de Weibo Weibo's Star 2014 du plus puissant couple à l'écran dans une série de Weibo (avec Raymond Lam)      |
| 2016      | A Time of Love 2                             | Crystal                                                 | |
| 2017      | Bet Hur                                      | Si Siu-Dung                                             | Nommée au TVB Star Awards Malaysia du Top 15 des personnages de télévision préférés |
| 2018      | My Ages Apart                                | Leng Lui                                                | Participation amicale |
| 2018      | Story of Yanxi Palace                        | Ulanara                                                 | Nommée au Huading AwardsHuading Award de la meilleure actrice dans un rôle secondaire |
| 2020      | Winter Begonia                               | Fan Xiang'er                                            | |
| 2020      | The Legend of Xiao Chuo                      | Xiao Huizhen                                            | [ 8 ] |

### Émissions télévisées
| Année | Titre                                        | Épisodes | Autres invités | Gagnant(s)                    |
| 1997  | Super Trio Series 2: Movie Buff Championship | 18       | Florence Kwok, Joey Leung, Shen Yu, Eddie Ng, Athena Chu | Charmaine Sheh                |
| 2000  | The Super Trio Show                          | 06       | Julian Cheung, Calvin Choy, Sherming Yiu, Yuen Wah, Liz Kong                                                                                                 | Charmaine Sheh, Julian Cheung |
| 2002  | A Trio Delights                              | 03       | Timmy Hung, Ken Wong, Stephanie Che, Louis Yuen, Cutie Mui                                                                                                   | Louis Yuen                    |
| 2004  | The Super Trio Continues                     | 07       | Michael Tao, Kenix Kwok, Cheung Tat-ming, Wong Ceng, Nadia Chan                                                                                              | Charmaine Sheh, Michael Tao   |
| 2007  | Foodie 2 Shoes                               | 19, 20   | Chin Ka-lok, Edmond Leung, Vanessa Yeung | Charmaine Sheh, Chin Ka-lok   |
| 2008  | Super Trio Supreme                           | 01       | Bosco Wong, Michael Miu, Cutie Mui, Johnny Tang, Krystal Tin, Tiffany Hew, Cleo Tay, Crystal Wong                                                            | Charmaine Sheh, Cutie Mui     |
| 2008  | Deal or no Deal                              | inconnu  | Derek Kwok, Kenny Wong, Joel Chan | 500 000 HK$                   |
| 2009  | Are You Smarter Than a 5th Grader?           | 05, 06   | | HK$175,000 (Levels 8/11)      |
| 2009  | Beautiful Cooking 2                          | 22       | Amiee Chan, Carrie Lam | Charmaine Sheh                |
| 2010  | Super Trio Game Master                       | 20       | Moses Chan, Kenneth Ma, Raymond Wong Ho-yin, Lee Heung-kam, Louis Yuen, Selena Li, Susan Tse, Lee Kwok-leung, Edwin Siu, Elaine Yiu, Yoyo Chen, Charmaine Li | Tie                           |
| 2011  | All Star Glam Exam                           | 08       | Ekin Cheng, Eric Kot, Fala Chen | Charmaine Sheh                |
| 2013  | Super Trio Maximus                           | 22       | Annie Man, Timmy Hung, Sherming Yiu, Janet Chow, Angela Tong, Toby Leung, Margaret Chung, Joe Ma, Him Law, Oscar Leung                                       | Tie                           |
| 2016  | I Love Hong Kong                             | 09       | Annie Man, Sherming Yiu, Janet Chow, Angela Tong, Margaret Chung, Toby Leung, Florence Kwok                                                                  | Charmaine Sheh                |
| 2016  | Celebrity Chef China Season 3                |          | | Charmaine Sheh                |
| 2018  | Ace vs. Ace Season 2                         | 06       | Ada Choi, Wong Cho-lam, Tang Yixin, Roy Wang, Victoria Song, Liu Xiaoqing, Wang Ao                                                                           |                               |

### Clips musicaux
| Année | Titre de la chanson                    | Chanteur               | Notes |
| ----- | -------------------------------------- | ---------------------- | ----- |
| 2010  | 我们很好 We are Fine                   | Raymond Lam            |       |
| 2014  | We are the Only One                    | Divers artistes de TVB |       |
| 2016  | 无人知道双子座 The Gemini No One Knows | Joey Yung              |       |
| 2018  | 我们万岁 Long Live Us                  | Eason Chan             |       |

## Discographie
| Titre original | Titre international                 | Télévision/film                                                          | Avec                                  |
| -------------- | ----------------------------------- | ------------------------------------------------------------------------ | ------------------------------------- |
| 帝女芳魂       | The Fragrance of the Princess' Soul | Thème musical de Perish in the Name of Love                              | Steven Ma                             |
| 星星的加冕     | Crowning of Stars                   | Thème musical de la version pour enfants de Jewel in the Palace          |                                       |
| 與朋友共       | With Friends                        | Thème musical de Yummy Yummy – Food for Life                             | Raymond Lam, Kevin Cheng, Tavia Yeung |
| 黃沙中的戀人   | Lovers of the Golden Sands          | Thème du générique final de The Dance of Passion                         |                                       |
| 出走的公主     | Runaway Princess                    | Thème musical de Runaway Princess (série thaïlandaise)                   |                                       |
| 卡门           | Carmen                              | Chanson pour Glittering Days                                             |                                       |
| 往事只能回味   | The Past Can Only be Reminisced     | Chanson pour Glittering Days                                             |                                       |
| 摇摇的祝勉     | Silent Wishes                       | Chanson pour Glittering Days                                             | Wong Cho-lam                          |
| 像雾又像花     | Like Mist, Like Flower              | Chanson pour Glittering Days                                             |                                       |
| 我的心里没有他 | My Heart Doesn't Have Him           | Chanson pour Glittering Days                                             |                                       |
| 泪的小雨       | Teary Raindrop                      | Chanson pour Glittering Days                                             | Joel Chan                             |
| 蝶變           | Butterfly Changes                   | Thème musical de Maidens' Vow                                            |                                       |
| 禁戀           | Forbidden Love                      | Thème du générique final de Maidens' Vow                                 |                                       |
| 等你           | Waiting for You                     | Thème du générique final de Forensic Heroes 2                            |                                       |
| 陪你哭也只得我 | I Am the Only One to Cry with You   | Thème du générique final de When Easterly Showers Fall on the Sunny West | Joe Ma                                |
| 風車           | (Red) Pinwheel                      | Thème du générique final de Beyond the Realm of Conscience               |                                       |